# Estimulação dos mamilos

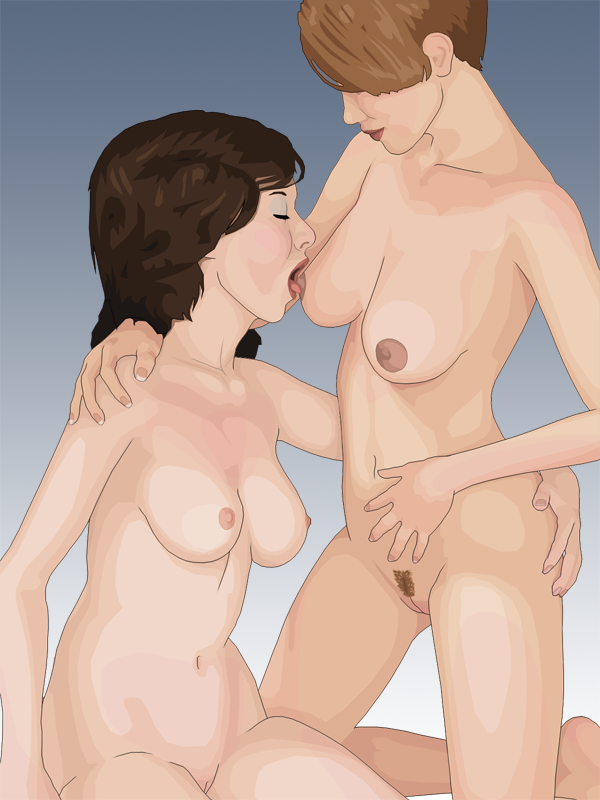
Uma ilustração de uma mulher estimulando oralmente os mamilos de sua parceira sexual.

Estimulação dos mamilos é uma prática sexual humana. Os seios como um todo são considerados uma região erógena no corpo da mulher por conter terminações nervosas idênticas a dos órgãos sexuais. Por isso a maioria das mulheres dizem sentir sensações eróticas ao se tocarem ou serem tocadas ali, essas sensações tem graus diferentes e variam muito de pessoa pra pessoa.
Alguns relatos dizem que a estimulação dos seios pode provocar um orgasmo tão intenso na região do tórax quando um orgasmo clitoriano comum. Esse orgasmo também provoca um efeito semelhante a ejaculação devido a liberação de um líquido expelido pelos mamilos. Esse líquido é muito confundido com leite ou algum fluído semelhante a ejaculação vaginal, mas na verdade é apenas uma secreção das glândulas mamárias causada pelo atrito local. 
Porém, apesar de cientificamente comprovado, o orgasmo mamário é raríssimo e poucas mulheres afirmam terem vivido essa experiência o que gera muitas curiosidades e mistérios a respeito do tema. A maioria das mulheres tem uma sensibilidade pequena ou moderada nessa região o que torna isso uma tarefa bastante difícil.
Acredita-se-que esse tipo de orgasmo ocorra, em parte, por causa do hormônio ocitocina, que é produzido no organismo durante a excitação e estimulação da mama.